# Penthouse
Penthouse (произносится как «пентхаус») –эротический развлекательный журнал для мужчин, один из самых известных в мире брендов.
Кроме журнала в США, выпускаются журналы на различных языках во всём мире. Отличается от «Плейбоя» более «жёстким» сексуальным содержанием. В США признан порнографическим. Периодически разбавляет свой основной материал эксклюзивными интервью и публикациями на военную и общественно-политическую тематику.
Основан Бобом Гуччионе. Права на журнал принадлежат компании FriendFinder Networks Inc., ранее известной как Penthouse Media Group (дочерняя компания Penthouse International Inc.). Хотя Гуччионе и является гражданином США, журнал был основан в 1965 году в Великобритании и только с 1969 года стал продаваться также и в США. Во времена успеха журнала Гуччионе считался одним из богатейших людей США. Один раз он попал в список 400 богатейших людей США по версии журнала «Форбс» (в 1982 году с состоянием 400 млн долларов). Согласно статье 2002 года в газете New York Times, которая процитировала Гуччионе, активы «Пентхауса» выросли до 3,5—4 млрд долларов за 30 лет его существования, принeся почти полмиллиарда чистой прибыли.
Ежемесячно журнал Penthouse присваивает звание «Киска месяца» (Pet of the Month) лучшей модели.
Первой французской моделью, появившейся на обложке американского издания Penthouse, в 2002 году стала Клара Морган, на тот момент — порноактриса.
Для журнала также снимались и многие известные российские звёзды, такие как Маша Распутина, Илона Селина, Виктория Боня, Юлия Такшина и другие.
C 1993 года издаётся и на русском языке. С 2016 года журнал выпускается только в электронном виде.